# Hanna Maron

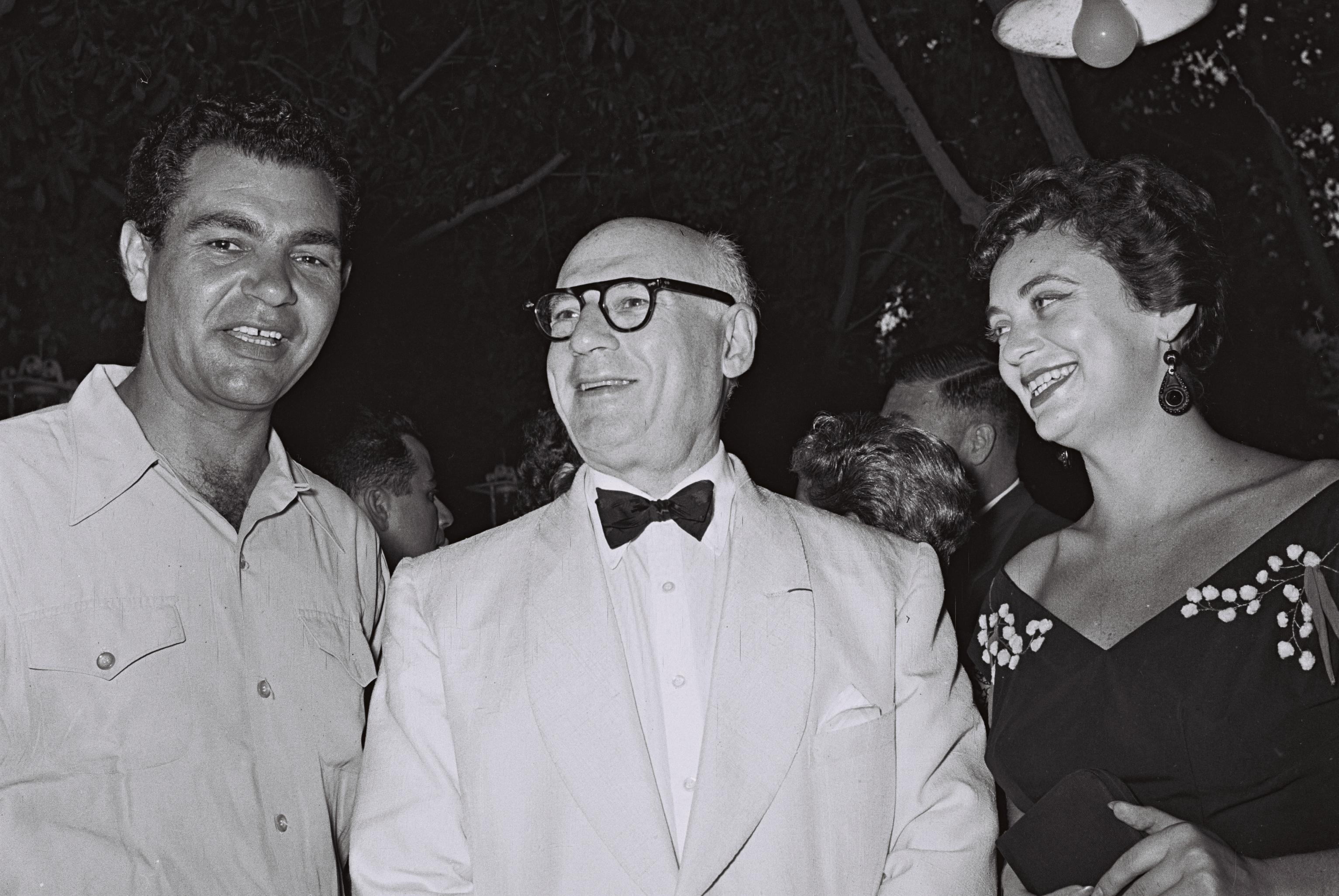
Hanna Maron (a la dreta) amb Yossi Yadin (a l'esquerra) i Sol Hurrok (al centre), 1954

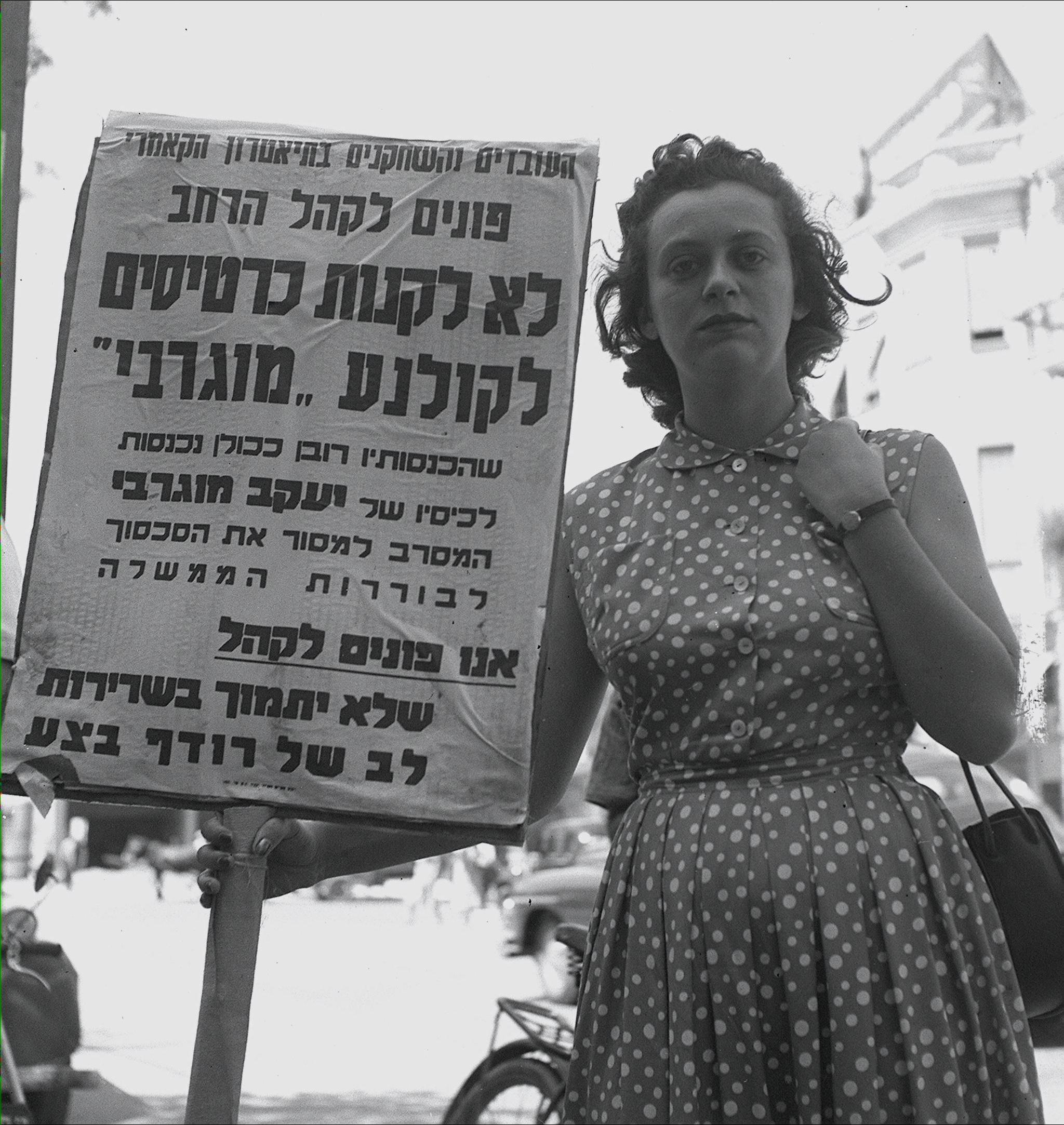
Hanna Maron es manifesta contra els propietaris de la sala de cinema Mugrabi a Tel-Aviv, 1950

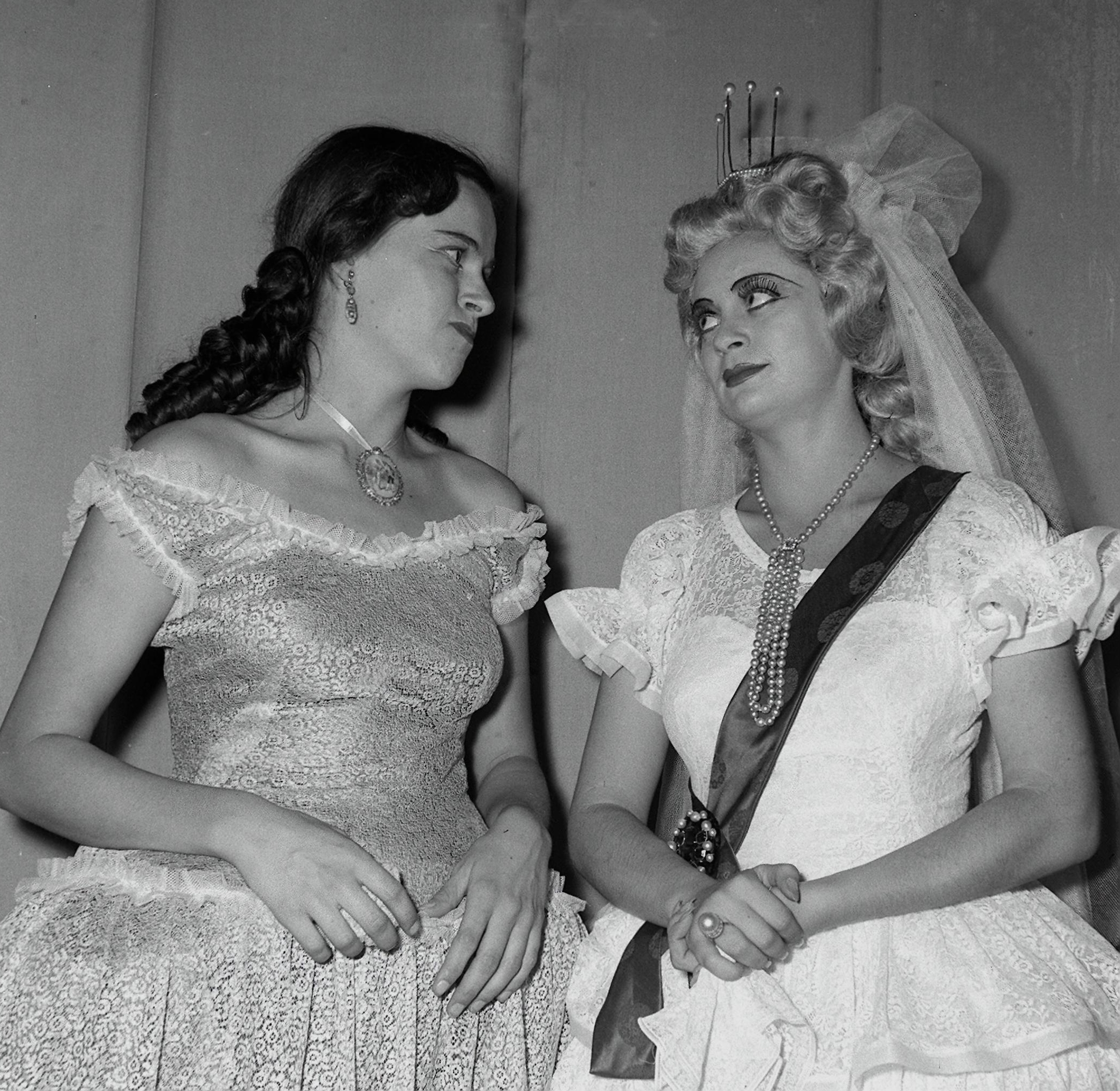
Hanna Maron i Orna Porat, escena de l'any 1949

Hanna Maron (Berlín, 22 de novembre de 1923 - Tel-Aviv, 30 de maig de 2014; nom de naixement Hanna Meierzak, més tard Channa Maron-Rechter) va ser una actriu israeliana guanyadora del premi Israel en 1973 i guardonada en el marc de l'art interpretatiu. Fou membre durant molts anys del Teatre Cameri de Tel-Aviv.

## Vida
Filla d'un electricista, va néixer el 1923 amb el nom de Hanna Meierzak a Berlín. La seva ambiciosa mare es va cuidar que amb quatre anys pogués actuar de Patufet a l'obra de Renée Stobrawa. Amb el nom Hannele Meierzak la nena va participar en algunes de les últimes pel·lícules mudes i les primeres sonores, entre d'altres M de Fritz Lang. En el seu últim film alemany tenia com a company Hans Albers i un mico. A més llegia textos a la ràdio berlinesa i continuava actuant al teatre: el 1931 va interpretar Pepita a Das schwache Geschlecht (El sexe dèbil) amb posada en escena de Max Reinhardt. El mateix any va interpretar Pünktchen (Puntet), amb Hans Schaufuß com a Anton, a l'adaptació teatral de Gottfried Reinhardt de la novel·la infantil Pünktchen und Anton (Puntet i Anton) d'Erich Kästner al Teatre Alemany de Berlín. L'any següent va actuar amb Emil Jannings a l'adaptació teatral de Karlheinz Martin de l'obra de Gerhart Hauptmann Fuhrmann Henschel (El cotxer Henschel).
Després de la presa de poder dels nazis l'any 1933, la Hanna va ser convidada a cantar una cancó a la ràdio per l'aniversari d'una distingida personalitat nazi, cosa que probablement va ser un error del director de la ràdio. La seva mare s'hi va negar perquè eren de família jueva. El seu pare va decidir exiliar-se a Palestina, però abans que mare i filla es retrobessin amb el pare, la Hannele va actuar al Teatre dels Camps Elisis de París a Émile et les Détectives (Émile i els detectius).
Durant la Segona Guerra Mundial va ser soldat a la brigada jueva de l'exèrcit britànic i membre del grup de música i interpretació Me'ein Seh (Com un d'aquests) amb el seu primer marit Yossi Yadin. Tots dos van formar part més tard de la primera agrupació del Teatre Cameri. Allà va tenir papers protagonistes en obres com Tots els meus fills, Hedda Gabler, La nit de reis, Medea i Figuretes de vidre.
En un atac terrorista de l'Organització per a l'Alliberament de Palestina (OAP) el 10 de febrer de 1970 en un vol d'El-Al a la sala de passatgers de l'aeroport de Múnic va resultar greument ferida i va perdre el peu esquerre a causa d'una granada de mà. Un any després ja tornava a ser als escenaris, com a Medea, amb una pròtesi.
Maron era molt activa en les organitzacions de pau a Israel i va assistir a la signatura dels acords d'Oslo a Washington. Es va posicionar a favor d'un Estat palestí amb les fronteres del 1967.
Va actuar en algunes pel·lícules israelianes i a principis dels anys 90 va ser cofundadora del Teatre Herzlia.
Hanna Maron es va casar tres vegades i va ser vídua de l'arquitecte israelià Yaakow Rechter. La seva filla Dafna Rechter també és actriu.
A l'any 2016 Barbara Yelin i David Polonsky van crear respectivament una novel·la gràfica amb passatges de la vida de Maron.

## Filmografia
Pellícules de cinema, si no es diu el contrari
- 1929: Ehe in Not (Matrimoni en perill)
- 1929: Meineid (Perjuri)
- 1930: Gigolo
- 1931: M
- 1931: Nachtkolonne (La brigada nocturna)
- 1932: Das schöne Abenteuer (La bonica aventura)
- 1933: Heut' kommt's drauf an (D'avui depèn)
- 1953: Even al kol meel
- 1976: Doda Clara
- 1980: Ha‘Ayit(La presa del voltor)
- 1982: Kvish L'Lo Motzah
- 1983–1986: Krovim Krovim (sèrie de televisió)
- 1990: Z‘man emet
- 1998: Yom Yom (Dia rere dia)
- 2005: Krovim krovim: The Reunion (telefilm)